# Izkrcanje
Izkrcanje je pomorska oblika desanta, ko amfibijskodesantne ladje prepeljejo izkrcevalno moštvo (po navadi marince, lahko tudi enote kopenske vojske) na obalo, kjer jih izkrcajo. Vojaška operacija je označena za izkrcanje, ko so potrebna posebna transportna sredstva (amfibijskodesantne ladje) za prekoračenje velike vodne površine (morje, jezero, široke reke,...).
Po navadi take vojaške operacije spremljajo še desanti v sovražnikovo zaledje ter letalsko/pomorsko bombandiranje.

## Seznam izkrcanj
- seznam izkrcanj pred drugo svetovno vojno
- seznam izkrcanj druge svetovne vojne
- seznam izkrcanj hladne vojne
- seznam izkrcanj moderne dobe